# Новий Мутабаш
Новий Мутаба́ш (рос. Новый Мутабаш, башк. Яңы Мутабаш) — присілок у складі Аскінського району Башкортостану, Росія. Входить до складу Мутабашівської сільської ради.
Населення — 45 осіб (2010; 65 у 2002).
Національний склад:
- башкири — 97 %